# Shigeo Tanaka
Pour les articles homonymes, voir Tanaka.
Shigeo Tanaka (田中重雄, Tanaka Shigeo), né le 7 janvier 1907 dans le district de Katori (préfecture de Chiba) et mort le 18 janvier 1992, est un réalisateur japonais. 

## Biographie
Il a travaillé avec la Shōchiku et d'autres maisons de production. Plus tard à Daiei, il commença à réaliser des films à gros budget en collaboration avec Taïwan. L'action est parfois située dans la Chine antique comme pour La Grande Muraille.
Shigeo Tanaka a réalisé près de 170 films entre 1931 et 1971.

## Filmographie partielle

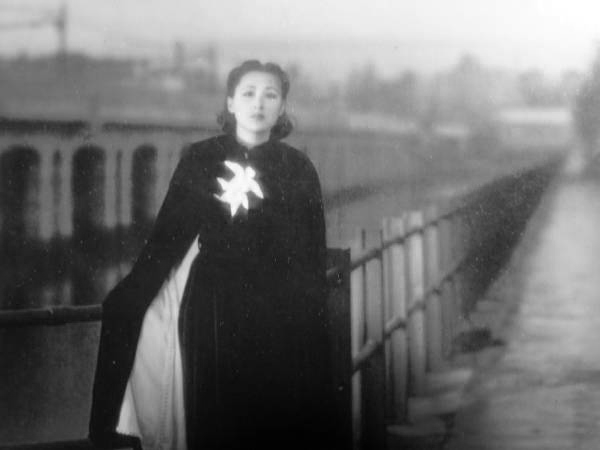
Yumeko Aizome dans Aijin no chikai (1940).

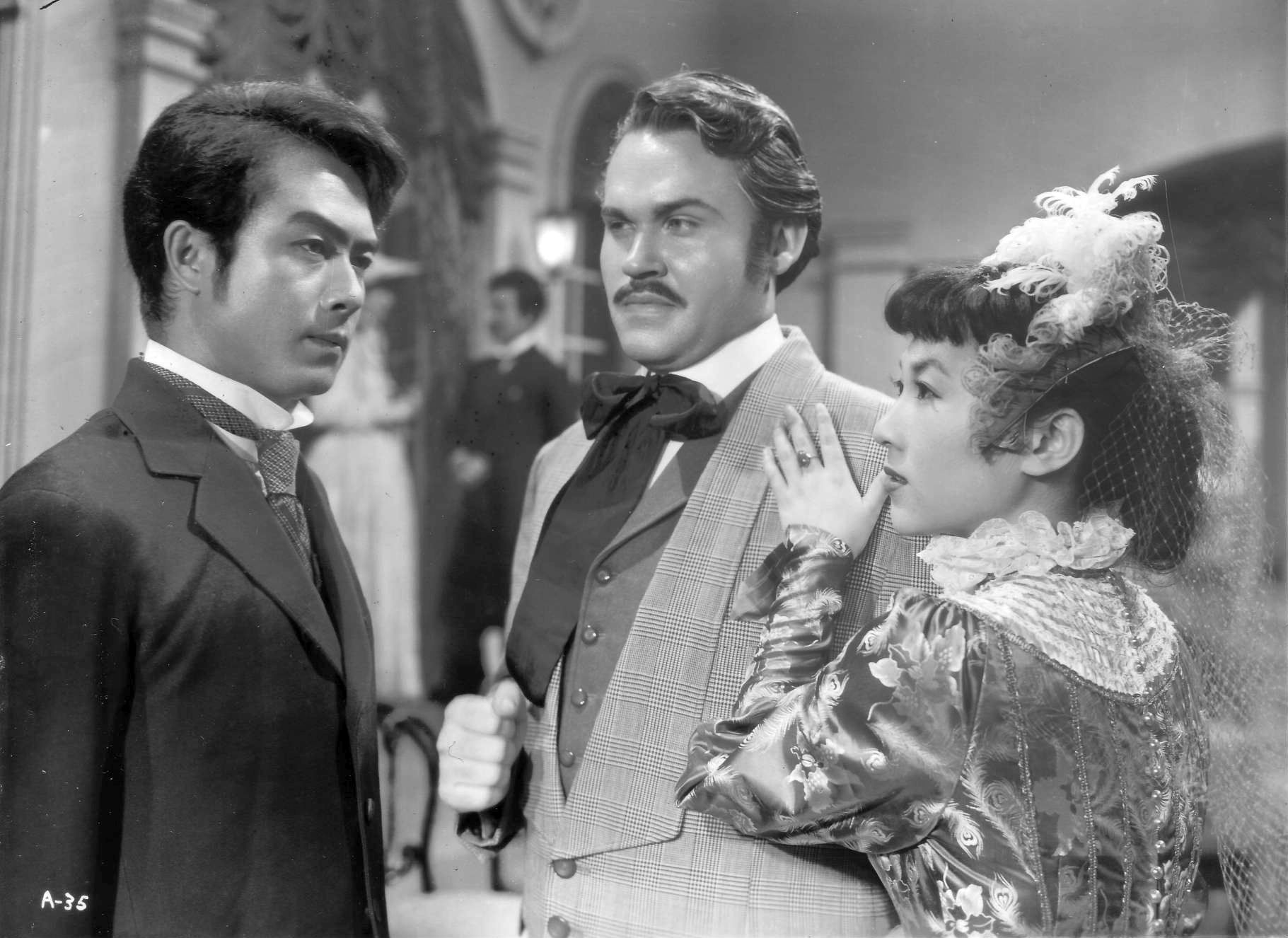
Susumu Namishima (à gauche) et Hizuru Takachiho (à droite) dans Sugata Sanshirō (1955).

### Années 1930
- 1932 : Tokai no hatoba (都会の波止場?)
- 1933 : Sekai no senritsu kokubōhen: Nihon moshi kūshū o ukureba (世界の戦慄国防篇 日本若し空襲を受くれば?)
- 1934 : Yakōju (夜光珠?)
- 1934 : Otoko no okite (男の掟?)
- 1935 : Akeyuku sora (明けゆく空?)
- 1935 : Sanrenka (三聯花?)
- 1935 : Aegu hakuchō (喘ぐ白鳥?)
- 1936 : Hatsukoi nikki (初恋日記?)
- 1938 : Ajia no musume (亜細亜の娘?)
- 1938 : Hinomaru kōshin kyoku (日の丸行進曲?)
- 1939 : Kyōenroku (侠艶録?)
- 1939 : Kekkon mondō (結婚問答?)
- 1939 : Haha (母?)

### Années 1940
- 1940 : Aijin no chikai (愛人の誓ひ?)
- 1941 : Bodai (母代?)
- 1941 : Tetsu no hanayome (鉄の花嫁?)
- 1941 : Hokkyokukō (北極光?)
- 1941 : Haru hoshi fujin (春星夫人?)
- 1942 : Hong Kong kōryaku: Eikoku kuzururu no hi (香港攻略 英国崩るゝの日?)
- 1943 : Wagaya no kaze (我が家の風?)
- 1944 : Monpe-san (モンペさん?)
- 1944 : Nikudan teishintai (肉弾挺身隊?)
- 1945 : Wakare mo tanoshi (別れも愉し?)
- 1947 : Dai ni no hōyō (第二の抱擁?)
- 1949 : Mangetsu (満月?)
- 1949 : Jinsei senshu (人生選手?)

### Années 1950
- 1950 : Jōgashima no ame (城ケ島の雨?)
- 1950 : Hi no tori (火の鳥?)
- 1951 : Shōbō kesshi-tai (消防決死隊?)
- 1951 : Tōkyō hika (東京悲歌?)
- 1952 : Dokuja-tō kidan: Joōbachi (毒蛇島綺談 女王蜂?)
- 1952 : Haha yamabiko (母山彦?)
- 1952 : Zeninashi Heita torimonochō (銭なし平太捕物帖?)
- 1953 : Idaten kisha (韋駄天記者?)
- 1953 : Kurohyō (黒豹?)
- 1953 : Minami jūji-sei wa itsuwarazu (南十字星は偽らず?)
- 1953 : Hokkai no tora (北海の虎?)
- 1955 : Sugata Sanshirō: Daiichibu (姿三四郎 第一部?)
- 1955 : Sugata Sanshirō: Dainibu (姿三四郎 第二部?)
- 1955 : Hi no bakusō (火の驀走?)
- 1955 : Tama wa kudakezu (珠はくだけず?)
- 1956 : Kimi o aisu (君を愛す?)
- 1957 : Naga sugita haru (永すぎた春?)
- 1958 : Tōkyō no hitomi (東京の瞳?)
- 1958 : Haha (母?)
- 1958 : Aiga (愛河?)
- 1958 : Gomen asobase hanamuko sensei (ごめん遊ばせ花婿先生?)
- 1958 : Akasen no hi wa kiezu (赤線の灯は消えず?)
- 1958 : Otoko jūkyū no wataridori (男十九の渡り鳥?)
- 1959 : Yoru no togyo (夜の闘魚?)
- 1959 : Mi wa jukushitari (実は熟したり?)

### Années 1960
- 1960 : Tōkyō no josei (東京の女性?)
- 1960 : Dare yori mo kimi o aisu (誰よりも君を愛す?)
- 1960 : San kyōdai no kettō (三兄弟の決闘?)
- 1961 : Dare yori mo dare yori mo kimi o aisu (誰よりも誰よりも君を愛す?)
- 1961 : Tōkyō onigiri musume (東京おにぎり娘?)
- 1961 : Yoru wa iji waru (夜はいじわる?)
- 1961 : Kenshin (献身?)
- 1961 : Wakai yatsura no kaidan (若い奴らの階段?)
- 1962 : La Grande Muraille (秦・始皇帝, Shin shikōtei?)
- 1963 : Yoru no haitō (夜の配当?)
- 1963 : Ankokugai No. 1 (暗黒街ＮＯ．１?)
- 1964 : Gendai inchiki monogatari: Dotanuki (現代インチキ物語 ど狸?)
- 1964 : Kaitei hanzai No. 1 (海底犯罪ＮＯ．１?)
- 1964 : Kenji Kirishima Saburō (検事霧島三郎?)
- 1965 : Obi o toku Natsuko (帯をとく夏子?)
- 1965 : Furin (不倫?)
- 1965 : Mikkokusha (密告者?)
- 1966 : Yabure shōmon (破れ証文?)
- 1966 : Gamera contre Barugon (大怪獣決闘 ガメラ対バルゴン, Daikaijū kettō: Gamera tai Barugon?)
- 1966 : Onna no toba (女の賭場?)
- 1967 : The Suitors (限りある日を愛に生きて, Kagiri aru hi o aini ikite?)
- 1967 : G-Men of the Sea (海のＧメン 太平洋の用心棒, Umi no G-Men: Taiheiyō no yōjinbō?)
- 1967 : Sanbiki no onna tobakushi (三匹の女賭博師?)
- 1968 : Onna tobakushi norikomu (女賭博師乗り込む?)
- 1968 : Onna tobakushi amadera kaichō (女賭博師尼寺開帳?)
- 1968 : Onna tobakushi zetsuenjō (女賭博師絶縁状?)
- 1968 : Onna tobakushi midaretsubo (女賭博師みだれ壺?)
- 1969 : Onna tobakushi jūban shōbu (女賭博師十番勝負?)

### Années 1970
- 1970 : Kōkōsei banchō: Zubekō seitō-ha (高校生番長 ズベ公正統派?)